# Johan IV Hoen de Cartils

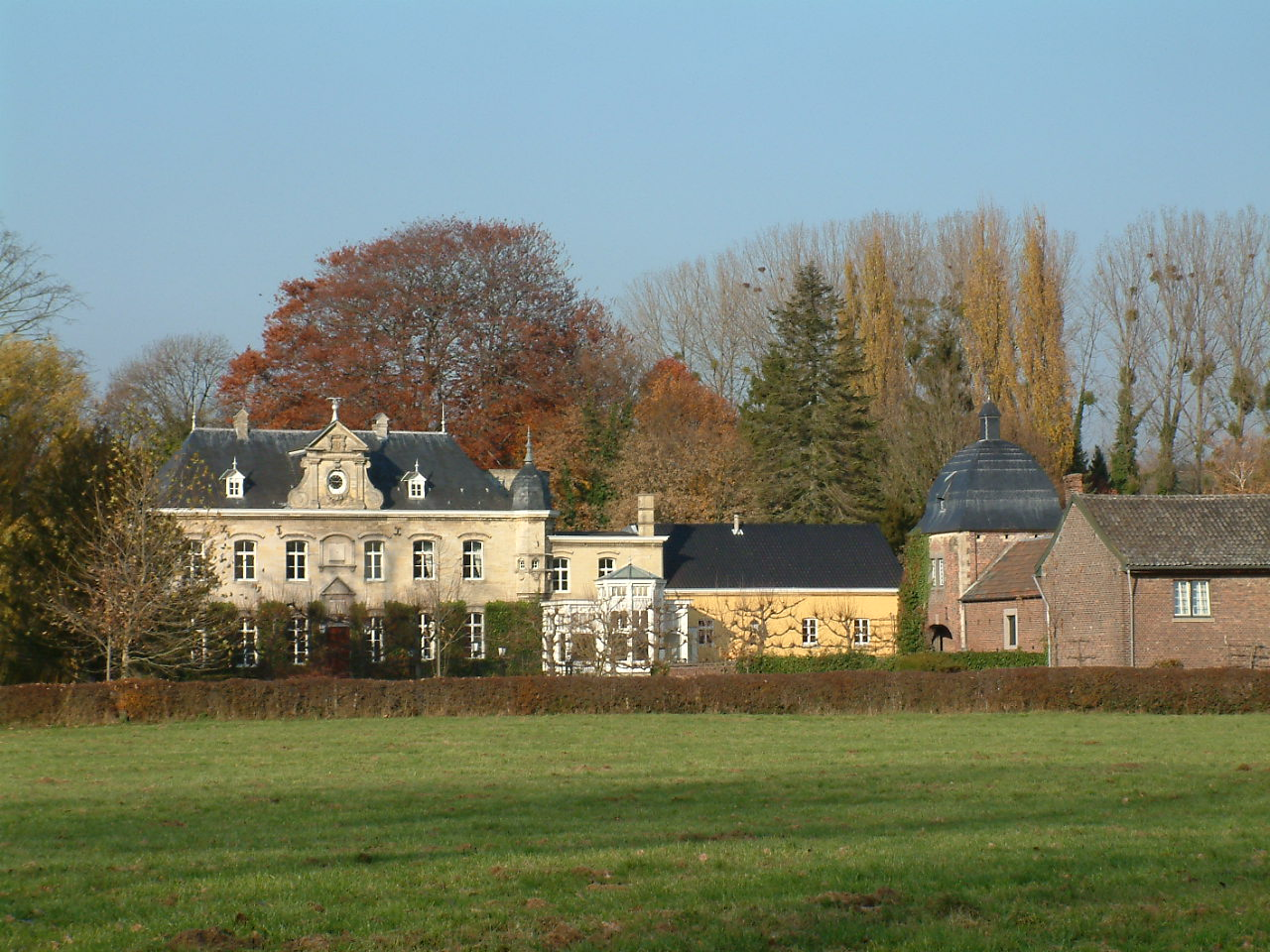
Kasteel Cartils

Johan IV Hoen de Cartils, baron van Cartils, (ca. 1385 - ?) uit het Huis Hoen was een zoon van Johan III Hoen de Cartils (ca. 1362 - ?).
Hij trouwde ca. 1411 met Agnes van den Bosch (Kanne, ca. 1386 - ?). Zij was de jongste dochter van Jonker Lambert I van den Bosch heer van Millen (ca. 1327 - 1401) en Aleijdis van Marteau-van Mopertingen (ca. 1330 - ?). Uit dit huwelijk:
- Martinus Hoen de Cartils
- Johan V Hoen de Cartils baron van Cartils  (1415 - 1479)
- Dirk Hoen de Cartils  (ca. 1427 - ?)
- Hendricus II Hoen de Cartils heer van Rummen  (ca. 1430 - ?)
- Everhardus Hoen de Cartils  (ca. 1432 - ?)